# Safvet-beg Bašagić
Safvet-beg Bašagić, (6 de mayo de 1870, Nevesinje - 9 de abril de 1934, Sarajevo, también conocido como Mirza Safvet) escritor de la ex Yugoslavia, padre del Renacimiento Bosnio, abuelo de Sanja Havericy bisabuelo de Lejla y Nedim Haveric. 
Se educó en Viena. Enseñó lenguas orientales en la Universidad de Zagreb y trabajó de restaurador en el Museo Arqueológico de Sarajevo de 1919 a 1927. Fundó la revista Gajret, y fue elegido presidente de Sabor de Bosnia en 1910. Bašagić está enterrado en el hárem de la mezquita de Gazi Husrev-beg en Sarajevo.